# Абу Джафар аль-Мансур
Абу Джафар Абдуллах ібн Мухаммад аль-Мансур (араб. ابو جعفر عبدالله ابن محمد المنصور) — один з найбільших правителів Арабського халіфату, який стояв біля витоків держави Аббасидів, засновник і будівельник найбільшого міста середньовічного світу — Багдада. Правив в 754—775 роках. Відомий за своїм почесниму титулом — аль-Мансур.
Його батько, Мухаммад, був правнуком Аббаса, мати — невільниця-берберка. Рік народження майбутнього халіфа невідомий. Після початку заворушень у Хорасані останній омеядський халіф Марван II взяв під варту голову клану Аббасидів, яким на той момент був старший брат Абу Джафара на ім'я Ібрагім. Після смерті Ібрагіма Хорасанські повстанці присягнули на вірність іншому братові Абу Джафара, Абуль-Аббасу, який в місті Куфа проголосив себе халіфом.

## Боротьба за владу
Аббас, який увійшов в історію з прізвиськом «ас-Саффах» («кровопролитний»), через чотири роки помер, залишивши задачу консолідації держави Аббасидів своєму братові Абу Джафару. У перші роки свого правління новий халіф хитрістю і віроломством придушив вогнища омеядського опору на території Іраку, а також повстання власного дядька Абдалли (754). Потім настала низка тих, хто очікував від Аббасидів здачі владних повноважень нащадкам Алі; з цими очікуваннями пов'язаний заколот в Медині 762 року.
У боротьбі з домаганнями дядька аль-Мансур (це прізвисько означає «переможець») спирався на підтримку хорасанських повстанців на чолі з Абу Муслімом. Радикалізм повстанців, втім, незабаром став для нього тягарем, і він жорстоко розправився з тими, хто привів його клан до влади, не виключаючи й самого Абу Мусліма. У Хорасані розгорілися нові хвилювання, вожді яких піднімали на прапор пережитки доісламських вірувань. Деякі з повсталих сповідували переселення душ і величали аль-Мансура своїм богом.

## Нова столиця
Аль-Мансур, мабуть, усвідомлював, що замирення персів можливо тільки шляхом встановлення культурної спадкоємності з традиційною перською монархією. За перської традиції аль-Мансур поклав в основу управління обширний штат чиновників, який неможливо було розмістити в межах Куфи і Басри — шиїтських міст, у лояльності яких у халіфа були всі підстави сумніватися. Для будівництва нової столиці, Багдада, аль-Мансур вибрав місце неподалік від зруйнованої столиці Сасанидів, Ктесифона. Перші багдадські будівлі були зведені з уламків палаців перських царів.
Аль-Мансур помер під час хаджу неподалік від Мекки, де і був похований.